# Porovnání klientů pro instant messaging
Porovnání klientů pro instant messaging (IM, zasílání rychlých zpráv), viz obecné a technické informace v tabulkách. Podrobnější informace jsou v článcích jednotlivých klientů.

## Obecné informace
| Klient                 | Autor, tvůrce                                             | První veřejné vydání | Typ                                             | Poslední stabilní verze | Licence                                     |
| ---------------------- | --------------------------------------------------------- | -------------------- | ----------------------------------------------- | --- | ------------------------------------------- |
| Adium                  | Adam Iser, Evan Schoenberg                                | září 2001            | Víceprotokolový                                 | | volná GPLv2                                 |
| aMSN                   | The aMSN team                                             | května 2002          | Jeden protokol                                  | 0.98.4 | GPL                                         |
| AIM                    | AOL                                                       | května 1997          | Jeden protokol                                  | | proprietární Clickwrap                      |
| AstraChat              | Rockliffe Systems Inc                                     | 12. srpna 2014       | Víceprotokolový                                 | - Android : 1.3.5 - iOS : 1.3.3 - Windows, Mac & Linux: 1.3.0 | proprietární                                |
| Ayttm                  | Colin Leroy a Philip Tellis                               | dubna 2003           | Víceprotokolový                                 | - Linux: 0.6.1 - Windows: 0.4.6-17 | volná GPL                                   |
| BBM                    | BlackBerry Limited                                        | 2006                 | Jeden protokol                                  | | proprietární                                |
| BitlBee                | Wilmer van der Gaast                                      | 9. srpna 2002        | Víceprotokolový IRC gateway                     | | volná GPL                                   |
| Bombus                 | Eugene Stahov                                             | 5. ledna 2005        | Jeden protokol                                  | v0.6 (2008) | volná GPL                                   |
| Centericq              | Konstantin Klyagin                                        | 1999                 | Víceprotokolový                                 | | volná GPL                                   |
| Coccinella             | Mats Bengtsson                                            | 1. prosince 1999     | Jeden protokol                                  | 0.96.16 1. prosince 2009 | volná GPLv3                                 |
| eBuddy                 | Paulo Taylor                                              | 9. března 2003       | Víceprotokolový                                 | 2011 | proprietární Clickwrap                      |
| emesene                | Luis Mariano Guerra                                       | 24. května 2006      | Víceprotokolový                                 | 2.12.5 | volná GPL                                   |
| Empathy                | The GNOME Project                                         | května 2007          | Víceprotokolový                                 | | volná GPL                                   |
| FaceTime               | Apple Inc.                                                | 2010                 | Jeden protokol                                  | 2.0 25. července 2012 | proprietární                                |
| Fire                   | Eric Peyton                                               | 1. dubna 1999        | Víceprotokolový                                 | | volná GPL                                   |
| Firetalk               | Multitude Communications                                  | 1997 – 2001          | hlasový/hudební chatovací program               | | volná GPL                                   |
| Gadu-Gadu              | Łukasz Foltyn / GG Network S.A.                           | 15. srpna 2000       | Jeden protokol                                  | * Modern UI: 2.0.0.179 * Desktop: 12.0.49.11103 13. prosince 2013 | proprietární Clickwrap                      |
| Gajim                  | Yann Le Boulanger                                         | 21. května 2004      | Jeden protokol                                  | | volná GPL                                   |
| Google Hangouts        | Google, Inc.                                              | 15. května 2013      | Jeden protokol                                  | | proprietární Clickwrap                      |
| Hookt                  | Hookt, Inc.                                               | 14. září 2011        | Jeden protokol                                  | | proprietární                                |
| Hike                   | Bharti SoftBank                                           | 12. prosince 2012    | Jeden protokol                                  | - 3.2.0 Android,12. srpna 2014 - 2.6.2.0 Windows Phone, 23. července 2014 - 2.6.2 BlackBerry, 7. května 2014 - 2.6.0 iOS, 12. srpna 2014 - 2.6.0 (Symbian)                                                  | proprietární Freeware                       |
| IBM Lotus Sametime     | IBM, Ubique                                               | 1998                 | Víceprotokolový — proprietární T.120, SIP, XMPP | 9.0.0 20. září 2013 | proprietární Clickwrap                      |
| iChat                  | Apple Inc.                                                | srpna 2002           | Víceprotokolový                                 | 6.0.1 (1002) 1. února 2012, nahrazen Messages | proprietární Clickwrap                      |
| ICQ                    | Mirabilis (AOL)                                           | listopadu 1996       | Jeden protokol                                  | 8.0.5977 14. prosince 2012 | proprietární Clickwrap                      |
| IMVU                   | Will Harvey                                               | července 2001        | Víceprotokolový                                 | 3.0 | proprietární Clickwrap                      |
| Indoona                | Tiscali S.p.A.                                            | 2009                 | Jeden protokol                                  | 3+ | proprietární                                |
| Instantbird            | Florian Quèze                                             | 2007                 | Víceprotokolový                                 | | volná GPLv2                                 |
| Jitsi                  | Emil Ivov                                                 | 2003                 | Víceprotokolový                                 | | volná LGPL                                  |
| Kadu                   | Kadu Team                                                 | srpna 2001           | Víceprotokolový                                 | 2.0 21. února 2015 | volná GPLv2                                 |
| KakaoTalk              | Kakao Corp.                                               | 18. března 2010      | Jeden protokol                                  | - iOS: 5+ - Android: 4+ - Windows Phone: 2+ - BlackBerry: 3+ - Windows 8 | proprietární                                |
| Kik Messenger          | Kik Interactive                                           | října 2010           | Víceprotokolový                                 | 6.2 | proprietární Freeware                       |
| Kopete                 | Kopete Team                                               | 3. března 2002       | Víceprotokolový                                 | | volná GPL                                   |
| Libon                  | Orange S.A.                                               | 21. listopadu 2012   |                                                 | | proprietární                                |
| Line                   | LINE Corporation                                          | 2011                 |                                                 | - iOS: 3.8.2 - Android: 3.8.5 - Windows Phone: 2.6.0.137 - BlackBerry: 1.8.23 - Windows 8 | proprietární                                |
| MCabber                | Mikael Berthe                                             | 7. června 2005       | Jeden protokol                                  | | volná GPL                                   |
| Meetro                 | Paul Bragiel & Samuel Stauffer                            | 2005                 | Víceprotokolový                                 | - Windows: 0.96 beta - OS X: 0.53 beta | proprietární Clickwrap                      |
| Messages               | Apple Inc.                                                | 25. července 2012    | Víceprotokolový                                 | 8.1.3 27. ledna 2015 | proprietární Clickwrap                      |
| Microsoft Lync         | Microsoft Corporation                                     | 2005                 | Jeden protokol                                  | 2013 2. října 2012 | proprietární Clickwrap                      |
| Microsoft Teams        | Microsoft Corporation                                     | 4. listopadu 2016    | MSNP                                            | 77.3.14.99 6. července 2022 | proprietární                                |
| Miranda IM             | Miranda IM project                                        | 6. února 2000        | Víceprotokolový                                 | | volná GPL                                   |
| MySpaceIM              | MySpace                                                   | 9. května 2006       | Jeden protokol                                  | 1.0.754.0 7. února 2008 | proprietární Clickwrap                      |
| naim                   | Daniel Reed                                               | 5. října 1998        | Víceprotokolový                                 | 0.11.8.3.1 9. července 2007 | volná GPL                                   |
| Nimbuzz                | Evert Jaap Lugt                                           | 2006                 | Víceprotokolový                                 | | proprietární Clickwrap                      |
| Palringo               | Palringo Ltd                                              | 2006                 | Jeden protokol                                  | - Windows: 2.7.9 4. července 2012 - Windows Mobile: 2.6.6 30. března 2012 - iOS: 4.12 6. srpna 2012 - Android: 5.2.8 1. srpna 2012 - OS X: 4.6.4 24. července 2012 - Windows Phone: 0.11.0.0 14. února 2012 | proprietární Clickwrap                      |
| Paltalk                |                                                           | 1998-06              | Víceprotokolový                                 | Version 10.2 Build 455 | proprietární Clickwrap                      |
| Pidgin                 | Mark Spencer                                              | listopadu 1998       | Víceprotokolový                                 | | volná GPL                                   |
| Psi                    | Justin Karneges                                           | 2001                 | Jeden protokol                                  | | volná GPL                                   |
| QIP                    | Ilgam Zyulkorneev                                         | 2004                 | Víceprotokolový                                 | | proprietární Clickwrap                      |
| QuteCom                | QuteCom                                                   | 2004                 | Víceprotokolový                                 | | volná GPL                                   |
| Ricochet               | Invisible.im                                              | 2014-06              | Jeden protokol                                  | | volná BSD                                   |
| Sicher                 | SHAPE GmbH                                                | June 2014            | Jeden protokol                                  | 1.1 | proprietární Freeware                       |
| Signal                 | Open Whisper Systems                                      | července 2014        | Jeden protokol                                  | | volná GPLv3                                 |
| Skype                  | Skype Technologies, a subsidiary of Microsoft Corporation | 2003                 | Jeden protokol                                  | | proprietární Freemium (Adware)              |
| Spark (software)       | Ignite Realtime                                           | 2006-09              | Jeden protokol                                  | | volná Apache License                        |
| Surespot               | Surespot LLC                                              | 2013                 | Jeden protokol                                  | | volná GPLv3                                 |
| Telegram               | Telegram Messenger LLP                                    | 2013                 | Jeden protokol                                  | | volná GPLv2, GPLv3                          |
| Tencent QQ             | Tencent Holdings                                          | 1999-02              | Jeden protokol                                  | See current releases | proprietární Clickwrap                      |
| TextSecure             | Open Whisper Systems                                      | 2010-05              | Jeden protokol                                  | Ukončen (spojeno s RedPhone poté Signal) | volná GPLv3                                 |
| Threema                | Threema GmbH                                              | prosince 2012        | Jeden protokol                                  | | proprietární proprietární komerční software |
| Tkabber                | Alexey Shchepin                                           | 3. července 2002     | Jeden protokol                                  | 1.1.2 10. května 2015 | volná GPL                                   |
| Tox                    | Tox Foundation                                            | 2013                 | Jeden protokol                                  | | volná GPLv3                                 |
| Trillian               | Cerulean Studios                                          | 1. července 2000     | Víceprotokolový                                 | | proprietární Clickwrap                      |
| Tuenti                 | Tuenti                                                    | 2006                 | Víceprotokolový                                 | | proprietární                                |
| Upptalk                | Upptalk                                                   | 2010                 | Dvou protokolový                                | | proprietární Freeware                       |
| Viber                  | Talmon Marco, Igor Megzinik, Sani Maroli and Ofer Smocha  | 2. prosince 2010     | Jeden protokol                                  | | proprietární Freemium                       |
| WeChat                 | Tencent Holdings                                          | ledna 2011           | Jeden protokol                                  | | proprietární Clickwrap                      |
| WhatsApp               | WhatsApp Inc.                                             | srpna 2009           | Jeden protokol                                  | | proprietární                                |
| Wickr                  | Wickr Inc.                                                | června 2012          | Jeden protokol                                  | | proprietární                                |
| Windows Live Messenger | Microsoft Corporation                                     | července 1999        | Dvou protokolový                                | | proprietární Clickwrap                      |
| Xfire                  | Xfire Inc.                                                | 2004                 | Dvou protokolový                                | | proprietární Clickwrap                      |
| Yahoo! Messenger       | Yahoo!                                                    | 21. června 1999      | Dvou protokolový                                | - Windows: 11.5.0.228 - OS X: 3.0.1 - Unix: 1.0.4 | proprietární Clickwrap                      |
| Zephyr                 | Project Athena                                            | 1987                 | Jeden protokol                                  | 2.0 | volná MIT                                   |
| Klient                 | Autor, tvůrce                                             | První veřejné vydání | Typ                                             | Poslední stabilní verze | Licence                                     |

## Podpora operačních systémů
Operační systémy, na kterých je klient podporován bez emulace nebo překladové vrstvy.
| Klient                       | Desktop               | Desktop         | Desktop        | Desktop | Desktop | Mobilní       | Mobilní              | Mobilní              | Mobilní     | Mobilní | Mobilní   | Mobilní | Mobilní | Ostatní       | Ostatní       |         |
| Klient                       | Windows               | OS X            | UN*X           | Haiku   | Amiga   | Windows Phone | Android              | BlackBerry OS        | iOS         | Symbian | MeeGo     | Java ME | WebOS   | Web           | Herní konzole |         |
| ---------------------------- | --------------------- | --------------- | -------------- | ------- | ------- | ------------- | -------------------- | -------------------- | ----------- | ------- | --------- | ------- | ------- | ------------- | ------------- | ------- |
| Adium                        | Ne                    | Ano             | Ne             | Ne      | Ne      | Ne            | Ne                   | Ne                   | Ne          | Ne      | Ne        | Ne      | Ne      | Ne            | Ne            |         |
| BBM                          | Ne                    | Ne              | Ne             | Ne      | Ne      | Ano           | Ano                  | Ano                  | Ano         | Ne      | Ne        | Ne      | Ne      | Ne            | Ne            |         |
| AIM                          | Ano                   | Ano             | ukončeno       | Ne      | Ne      | Ne            | Ano                  | Ano                  | Ano         | Ne      | Ne        | Ne      | Ano     | Ne            | Ne            |         |
| aMSN                         | Ano                   | Ano             | Ano            | Ne      | Ne      | Ne            | Ne                   | Ne                   | Ne          | Ne      | Ano       | Ne      | Ne      | Ne            | Ne            |         |
| Ayttm                        | Ano                   | Ano             | Ano            | Ne      | Ne      | Ne            | Ne                   | Ne                   | Ne          | Ne      | Ne        | Ne      | Ne      | Ne            | Ne            |         |
| BitlBee                      | Ano                   | Ano             | Ano            | Ne      | Ano     | Ne            | Ne                   | Ne                   | Ne          | Ne      | Ne        | Ne      | Ne      | Ne            | Ne            |         |
| Bombus                       | Ne                    | Ne              | Ne             | Ne      | Ne      | Ne            | Ne                   | Ne                   | Ne          | Ne      | Ne        | Ano     | Ne      | Ne            | Ne            |         |
| Centericq                    | Ano                   | Ano             | Ano            | Ne      | Ne      | Ne            | Ne                   | Ne                   | Ne          | Ne      | Ne        | Ne      | Ne      | Ne            | Ne            |         |
| climm                        | Ano                   | Ano             | Ano            | Ano     | Ano     | Ne            | Ne                   | Ne                   | Ne          | Ne      | Ne        | Ne      | Ne      | Ne            | Ne            |         |
| Coccinella                   | Ano                   | Ano             | Ano            | Ne      | Ne      | Ne            | Ne                   | Ne                   | Ne          | Ne      | Ne        | Ne      | Ne      | Ne            | Ne            |         |
| eBuddy                       | Ne                    | Ne              | Ne             | Ne      | Ne      | Ano           | Ano                  | Ano                  | Ano         | Ano     | Ne        | Ano     | Ne      | Ano           | Ne            |         |
| emesene                      | Ano                   | Ano             | Ano            | Ne      | Ne      | Ne            | Ne                   | Ne                   | Ne          | Ne      | Ne        | Ne      | Ne      | Ne            | Ne            |         |
| Empathy                      | Ne                    | Ne              | Ano            | Ne      | Ne      | Ne            | Ne                   | Ne                   | Ne          | Ne      | Ne        | Ne      | Ne      | Ne            | Ne            |         |
| FaceTime                     | Ne                    | integrováno     | Ne             | Ne      | Ne      | Ne            | Ne                   | Ne                   | integrováno | Ne      | Ne        | Ne      | Ne      | Ne            | Ne            |         |
| Fire                         | Ne                    | Ano             | Ne             | Ne      | Ne      | Ne            | Ne                   | Ne                   | Ne          | Ne      | Ne        | Ne      | Ne      | Ne            | Ne            |         |
| Gadu-Gadu                    | Ano                   | Ne              | Ne             | Ne      | Ne      | Ne            | Ano                  | Ne                   | Ano         | Ano     | Ne        | Ano     | Ne      | Ano           | Ne            |         |
| Gajim                        | Ano                   | Ano             | Ano            | Ne      | Ne      | Ne            | Ne                   | Ne                   | Ne          | Ne      | Ne        | Ne      | Ne      | Ne            | Ne            |         |
| Google Hangouts              | částečně              | částečně        | částečně       | Ne      | Ne      | Ne            | Ano                  | Ne                   | Ano         | Ne      | Ne        | Ne      | Ne      | Ano           | Ne            |         |
| Hookt                        | Ano                   | Ano             | Ne             | Ne      | Ne      | Ano           | Ano                  | Ano                  | Ano         | Ano     | Ne        | Ano     | Ne      | Ano           | Ne            |         |
| Hike                         | Ne                    | Ne              | Ne             | Ne      | Ne      | Ano           | Ano                  | Ano                  | Ano         | Ano     | Ano       | Ne      | Ne      | Ne            | Ne            |         |
| IBM Lotus Sametime           | Ano                   | Ano             | Ano            | Ne      | Ne      | Ano           | Ano                  | Ano                  | Ano         | Ano     | Ne        | Ne      | Ne      | Ne            | Ne            |         |
| ICQ                          | Ano                   | Ano             | Ne             | Ne      | Ne      | Ano           | Ano                  | Ano                  | Ano         | Ano     | Ne        | Ne      | Ne      | Ano           | Ne            |         |
| IMVU                         | Ano                   | Ano             | Ne             | Ne      | Ne      | Ne            | Ano                  | Ne                   | Ne          | Ne      | Ne        | Ne      | Ne      | Ne            | Ne            |         |
| Indoona                      | Ne                    | Ne              | Ne             | Ne      | Ne      | Ano           | Ano                  | Ne                   | Ano         | Ne      | Ne        | Ne      | Ne      | Ano           | Ne            |         |
| Instantbird                  | Ano                   | Ano             | Ano            | Ne      | Ne      | Ne            | Ne                   | Ne                   | Ne          | Ne      | Ne        | Ne      | Ne      | Ne            | Ne            |         |
| Jitsi                        | Ano                   | Ano             | Ano            | Ne      | Ne      | Ne            | částečně, nestabilní | částečně, nestabilní | Ne          | Ne      | Ne        | Ne      | Ne      | Ne            | Ne            |         |
| KakaoTalk                    | Ano                   | Ano             | Ne             | Ne      | Ne      | Ano           | Ano                  | Ano                  | Ano         | Ne      | Ne        | Ne      | Ne      | Ne            | Ne            |         |
| Kadu                         | Ano                   | Ano             | Ano            | Ano     | Ne      | Ne            | Ne                   | Ne                   | Ne          | Ne      | Ano       | Ne      | Ne      | Ne            | Ne            |         |
| Kopete                       | Ano [ pozn. 3 ] [ 6 ] | Ano             | Ano            | Ne      | Ne      | Ne            | Ne                   | Ne                   | Ne          | Ne      | Ne        | Ne      | Ne      | Ne            | Ne            |         |
| Line                         | Ano                   | Ano             | Ne             | Ne      | Ne      | Ano           | Ano                  | Ano                  | Ano         | Ne      | Ne        | Ne      | Ne      | Ne            | Ne            |         |
| Messages                     | Ne                    | integrováno     | Ne             | Ne      | Ne      | Ne            | Ne                   | Ne                   | integrováno | Ne      | Ne        | Ne      | Ne      | Ne            | Ne            |         |
| MCabber                      | Ne                    | Ano             | Ano            | Ne      | Ne      | Ne            | Ne                   | Ne                   | Ne          | Ne      | Ne        | Ne      | Ne      | Ne            | Ne            |         |
| Microsoft Lync               | Ano                   | Ano             | Ne             | Ne      | Ne      | Ano           | Ano                  | Ne                   | Ano         | Ano     | Ne        | Ne      | Ne      | Ne            | Ne            |         |
| Miranda IM                   | Ano                   | Ne              | Ne             | Ne      | Ne      | Ne            | Ne                   | Ne                   | Ne          | Ne      | Ne        | Ne      | Ne      | Ne            | Ne            |         |
| MySpaceIM                    | Ano                   | Ne              | Ne             | Ne      | Ne      | Ne            | Ne                   | Ne                   | Ne          | Ne      | Ne        | Ne      | Ne      | Ne            | Ne            |         |
| naim                         | Ano                   | Ano             | Ano            | Ne      | Ne      | Ne            | Ne                   | Ne                   | Ne          | Ne      | Ne        | Ne      | Ne      | Ne            | Ne            |         |
| Nimbuzz                      | Ano                   | Ano             | Ne             | Ne      | Ne      | Ano           | Ano                  | Ano                  | Ano         | Ano     | Ne        | Ano     | Ano     | Ano           | Ne            |         |
| Palringo                     | Ano                   | Ano             | Ne             | Ne      | Ne      | Ne            | Ano                  | Ano                  | Ano         | Ano     | Ne        | Ne      | Ne      | Ne            | Ne            |         |
| Paltalk                      | Ano                   | Ne              | Ne             | Ne      | Ne      | Ne            | Ano                  | Ano                  | Ano         | Ne      | Ne        | Ne      | Ne      | Ano           | Ne            |         |
| Pidgin                       | Ano                   | Ano             | Ano            | Ne      | Ano     | Ne            | Ne                   | Ne                   | Ne          | Ne      | Ano       | Ne      | Ne      | Ne            | Ne            |         |
| Psi                          | Ano                   | Ano             | Ano            | Ano     | Ne      | Ne            | Ne                   | Ne                   | Ne          | Ne      | Ne        | Ne      | Ne      | Ne            | Ne            |         |
| QIP                          | Ano                   | Ne              | Ne             | Ne      | Ne      | Ano           | Ne                   | Ne                   | Ano         | Ano     | Ne        | Ne      | Ne      | Ne            | Ne            |         |
| QuteCom                      | Ano                   | Ano             | Ano            | Ne      | Ne      | Ne            | Ne                   | Ne                   | Ne          | Ne      | Ne        | Ne      | Ne      | Ne            | Ne            |         |
| Signal                       | Ne                    | Ne              | Ne             | Ne      | Ne      | Ne            | Ano                  | Ne                   | Ano         | Ne      | Ne        | Ne      | Ne      | připravuje se | Ne            |         |
| Surespot                     | Ne                    | Ne              | Ne             | Ne      | Ne      | Ne            | Ano                  | Ne                   | Ano         | Ne      | Ne        | Ne      | Ne      | Ne            | Ne            |         |
| Skype                        | Ano                   | Ano             | Ne [ pozn. 2 ] | Ne      | Ne      | Ano           | Ano                  | Ano                  | Ano         | Ne      | Ano       | Ne      | Ne      | Ano           | PSP PSV XB1   |         |
| Spark (XMPP klient)          | Ano                   | Ano [ pozn. 4 ] | Ano            | Ne      | Ne      | Ne            | Ne                   | Ne                   | Ne          | Ne      | Ne        | Ne      | Ne      | Ne            | Ne            |         |
| Telegram (oběžná komunikace) | Ano                   | Ano             | Ano            | Ne      | Ne      | Ano           | Ano                  | připravuje se        | Ano         | Ne      | Ne        | Ne      | Ne      | Ano           | Ne            |         |
| Telegram (tajné zprávy)      | ukončeno              | Ano             | Ano            | Ne      | Ne      | Ano           | Ano                  | Ne                   | Ano         | Ne      | Ne        | Ne      | Ne      | Ne            | Ne            |         |
| Tencent QQ                   | Ano                   | Ano             | Ano            | Ne      | Ne      | Ano           | Ano                  | Ano                  | Ano         | Ano     | Ano       | Ano     | Ano     | Ano           | Ne            |         |
| TextSecure                   | Ne                    | Ne              | Ne             | Ne      | Ne      | Ne            | (norsky)             | Ne                   | Ne          | Ne      | Ne        | Ne      | Ne      | Ne            | Ne            |         |
| Threema                      | Ne                    | Ne              | Ne             | Ne      | Ne      | Ano           | Ano                  | Ne                   | Ano         | Ne      | Ne        | Ne      | Ne      | Ne            | Ne            |         |
| Tkabber                      | Ano                   | Ano             | Ano            | Ne      | Ne      | Ne            | Ne                   | Ne                   | Ne          | Ne      | Ne        | Ne      | Ne      | Ne            | Ne            |         |
| Tox                          | Ano                   | Ano             | Ano            | Ne      | Ne      | Ano           | Ano                  | Ne                   | Ano         | Ne      | Ne        | Ne      | Ne      | Ne            | Ne            |         |
| Trillian                     | Ano                   | Ano             | částečně       | Ne      | Ne      | Ne            | Ano                  | Ano                  | Ano         | Ne      | Ne        | Ne      | Ne      | Ano           | Ne            |         |
| Tuenti                       | Ne                    | Ne              | Ne             | Ne      | Ne      | Ano           | Ano                  | Ne                   | Ano         | Ne      | Ne        | Ne      | Ne      | Ano           | Ne            |         |
| Viber                        | Ano                   | Ano             | Ano            | Ne      | Ne      | Ano           | Ano                  | Ano                  | Ano         | Ano     | Ne        | Ne      | Ne      | Ne            | Ne            |         |
| WeChat                       | Ne                    | Ano [ 8 ]       | Ne             | Ne      | Ne      | Ano           | Ano                  | Ano                  | Ano         | Ano     | Ne        | Ne      | Ne      | Ano           | Ne            |         |
| WhatsApp                     | Ne                    | Ne              | Ne             | Ne      | Ne      | Ano           | Ano                  | Ano                  | Ano         | Ano     | Ano [ 9 ] | Ne      | Ne      | Ano [ 10 ]    | Ne            |         |
| Wickr                        | Ano                   | Ano             | Ano            | Ne      | Ne      | Ne            | Ano                  | Ne                   | Ano         | Ne      | Ne        | Ne      | Ne      | Ne            | Ne            |         |
| Windows Live Messenger       | Ano                   | Ano             | Ne             | Ne      | Ne      | Ano           | Ne                   | Ano                  | Ano         | Ano     | Ne        | Ne      | Ne      | Ano           | Xbox          |         |
| Xfire                        | Ano                   | Ne              | Ne             | Ne      | Ne      | Ne            | Ne                   | Ne                   | Ne          | Ne      | Ne        | Ne      | Ne      | Ne            | Ne            |         |
| Yahoo! Messenger             | Ano                   | Ano             | Ne             | Ne      | Ne      | Ne            | Ano                  | Ano                  | Ano         | Ano     | Ne        | Ne      | Ne      | Ano           | Ne            |         |
| Yuilop                       | Ne                    | Ne              | Ne             | Ne      | Ne      | Ano           | Ano                  | Ano                  | Ano         | Ne      | Ne        | Ne      | Ne      | Ne            | Ne            |         |
| Zephyr                       | Ano                   | Ano             | Ano            | Ne      | Ne      | Ne            | Ne                   | Ne                   | Ne          | Ne      | Ne        | Ne      | Ne      | Ne            | Ne            |         |
| Snapchat                     | Ne                    | Ne              | Ne             | Ne      | Ne      | Ne            | Ano                  | Ne                   | Ano         | Ne      | Ne        | Ne      | Ne      | Ne            |               |         |
| Client                       | Windows               | OS X            | UN*X           | Haiku   | Amiga   | Windows Phone | Android              | BlackBerry OS        | iOS         | Symbian | MeeGo     | Java ME | WebOS   | Web           | Herní konzole |         |
| Client                       | Desktop               | Desktop         | Desktop        | Desktop | Desktop | Mobilní       | Mobilní              | Mobilní              | Mobilní     | Mobilní | Mobilní   | Mobilní | Mobilní | Ostatní       | Ostatní       | Ostatní |

1. 1 2 3  Dostupné jen jako plugin pro Google Chrome/Chromium. Bez nativní aplikace.
2. 1 2 3  Jediná podporovaná Unix-like platforma je GNU/Linux.
3. ↑  Nemusí být ve finální verzi vhodné k produkčnímu užití.
4. ↑  Jedna na Javě, poslední verze jsou bez nativního instalátoru.
5. ↑  V beta testingu.

## Podporované protokoly
| Client                 | WLM      | Y!M                 | AIM/ICQ         | XMPP     | IRC                 | IBM Lotus Sametime  | Novell GroupWise Messenger | Gadu-Gadu                     | QQ                            | Xfire            | Skype                  | MySpaceIM | SIP              | Ostatní                                |
| ---------------------- | -------- | ------------------- | --------------- | -------- | ------------------- | ------------------- | -------------------------- | ----------------------------- | ----------------------------- | ---------------- | ---------------------- | --------- | ---------------- | -------------------------------------- |
| Adium                  | Ano      | Ano                 | Ano             | Ano      | Ano                 | Ano                 | Ano                        | Ano                           | Ne                            | Ano              | částečně               | Ano       | Ne               | MobileMe, Zephyr, NateOn, Tlen         |
| AIM                    | Ne       | Ne                  | Ano [ pozn. 5 ] | Ne       | Ne                  | Ne                  | Ne                         | Ne                            | Ne                            | Ne               | Ne                     | Ne        | Ne               | Ne                                     |
| aMSN                   | Ano      | Ne                  | Ne              | Ne       | Ne                  | Ne                  | Ne                         | Ne                            | Ne                            | Ne               | Ne                     | Ne        | Ne               | Ne                                     |
| Ayttm                  | Ano      | Ano                 | částečně        | Ano      | Ano                 | Ne                  | Ne                         | Ne                            | Ne                            | Ne               | Ne                     | Ne        | Ne               | Ne                                     |
| BitlBee                | Ano      | Ano                 | Ano             | Ano      | —                   | colspan="7" Závisle | Ne                         | Závisle                       |                               |                  |                        |           |                  |                                        |
| Centericq              | Ano      | Ano                 | Ano             | Ano      | Ano                 | Ne                  | Ne                         | Ano                           | Ne                            | Ne               | Ne                     | Ne        | Ne               | Ne                                     |
| climm                  | Ne       | Ne                  | Ano [ pozn. 8 ] | částečně | Ne                  | Ne                  | Ne                         | Ne                            | Ne                            | Ne               | Ne                     | Ne        | Ne               | Ne                                     |
| eBuddy                 | Ano      | Ano                 | Ano             | Ano      | Ne                  | Ne                  | Ne                         | Ne                            | Ne                            | Ne               | Ne                     | Ano       | Ne               | Ne                                     |
| emesene                | Ano      | Ne                  | Ne              | Ano      | Ne                  | Ne                  | Ne                         | Ne                            | Ne                            | Ne               | Ne                     | Ne        | Ne               | Ne                                     |
| Empathy                | Ano      | colspan="2" Závisle | Ano             | Ano      | colspan="7" Závisle | Ano                 | Závisle                    |                               |                               |                  |                        |           |                  |                                        |
| Fire                   | Ano      | Ano                 | Ano             | Ano      | Ano                 | Ne                  | Ne                         | Ne                            | Ne                            | Ne               | Ne                     | Ne        | Ne               | Ne                                     |
| Gajim                  | Ne       | Ne                  | Ne              | Ano      | Ne                  | Ne                  | Ne                         | Ne                            | Ne                            | Ne               | Ne                     | Ne        | Ne               | Ne                                     |
| IBM Lotus Sametime     | Ne       | ano-ne              | ano-ne          | ano-ne   | Ne                  | Ano                 | Ne                         | Ne                            | Ne                            | Ne               | Ne                     | Ne        | Ano              | Ne                                     |
| ICQ                    | Ne       | Ne                  | Ano [ pozn. 8 ] | Ne       | Ne                  | Ne                  | Ne                         | Ne                            | Ne                            | Ne               | Ne                     | Ne        | Ne               | Ne                                     |
| IMVU                   | Ano      | Ano                 | Ano             | Ano      | Ne                  | Ne                  | Ne                         | Ne                            | Ne                            | Ne               | Ne                     | Ne        | Ne               | IMVU                                   |
| Instantbird            | Ano      | Ano                 | Ano             | Ano      | Ano                 | Ano                 | Ano                        | Ano                           | Ano                           | Ne               | Ne                     | Ano       | Ano              | Netsoul                                |
| Jitsi                  | Ano      | Ano                 | Ano             | Ano      | Ne                  | Ne                  | Ne                         | Ne                            | Ne                            | Ne               | Ne                     | Ne        | Ano              | Ne                                     |
| Kadu                   | Ne       | Ne                  | Ne              | Ano      | Ne                  | Ne                  | Ne                         | Ano                           | Ne                            | Ne               | Ne                     | Ne        | Ne               | Ne                                     |
| KDE Telepathy          | Ne       | Ano                 | Ano             | Ano      | Ne                  | Ano                 | Ne                         | Ano                           | Ne                            | Ne               | Ne                     | Ne        | Ne               | KDE Talk, Telegram                     |
| Kopete                 | Ano      | Ano                 | Ano             | Ano      | Ano                 | Ano                 | Ano                        | Ano                           | Ano                           | Ano              | částečně               | Ne        | Ne               | SILC, WinPopup                         |
| Messages               | Ne       | Ano                 | Ano [ pozn. 5 ] | Ano      | Ne                  | Ne                  | Ne                         | Ne                            | Ne                            | Ne               | Ne                     | Ne        | Ne               | MobileMe                               |
| Miranda IM             | Ano      | Ano                 | Ano             | Ano      | Ano                 | Ano                 | Ne                         | Ano                           | Ano [ pozn. 10 ]              | Ano              | Ano                    | Ano       | Ne               | Tlen                                   |
| naim                   | Ne       | Ne                  | Ano             | Ne       | Ano                 | Ne                  | Ne                         | Ne                            | Ne                            | Ne               | Ne                     | Ne        | Ne               | Lily                                   |
| Nimbuzz                | Ano      | Ano                 | Ne              | Ano      | —                   | —                   | —                          | —                             | —                             | —                | —                      | Ne        | Ano              | Twitter, Facebook chat, Google Talk    |
| Palringo               | Ano      | Ano                 | Ano             | Ano      | Ne                  | Ne                  | Ne                         | Ano                           | Ne                            | —                | —                      | —         | Ne               | —                                      |
| Paltalk                | Ne       | Ano                 | Ano             | Ne       | Ne                  | Ne                  | Ne                         | Ne                            | Ne                            | —                | —                      | —         | Ne               | —                                      |
| Pidgin                 | Ano      | Ano                 | Ano             | Ano      | Ano                 | Ano                 | Ano                        | Ano                           | Ano                           | Ano              | Ano [ pozn. 10 ]       | Ano       | Ano              | Battle.net, NateOn, SILC, Tlen, Zephyr |
| QIP                    | Ne       | Ne                  | Ano             | Ano      | Ano                 | Ne                  | Ne                         | Ne                            | Ne                            | Ne               | Ne                     | Ano       | Ne               | MRA, XIMSS                             |
| QuteCom                | Ano      | Ano                 | Ano             | Ano      | Ne                  | Ne                  | Ne                         | Ne                            | Ne                            | Ne               | Ne                     | Ne        | Ano              | Ne                                     |
| Skype                  | částečně | Ne                  | Ne              | částečně | Ne                  | Ne                  | Ne                         | Ne                            | Ne                            | Ne               | Ano                    | Ne        | Ne               | Ne                                     |
| Spark (XMPP client)    | Ne       | Ne                  | Ne              | Ano      | Ne                  | Ne                  | Ne                         | Ne                            | Ne                            | Ne               | Ne                     | Ne        | Ano [ pozn. 10 ] | Ne                                     |
| Tencent QQ             | Ne       | Ne                  | Ne              | Ne       | Ne                  | Ne                  | Ne                         | Ne                            | Ano                           | Ne               | Ne                     | Ne        | Ne               | Ne                                     |
| Tkabber                | Ne       | Ne                  | Ne              | Ano      | Ne                  | Ne                  | Ne                         | Ne                            | Ne                            | Ne               | Ne                     | Ne        | Ne               | Ne                                     |
| Trillian               | Ano      | Ano [ pozn. 12 ]    | Ano             | Ano      | Ano [ pozn. 12 ]    | Ne                  | Ano [ pozn. 12 ]           | Ano [ pozn. 10 ] [ pozn. 12 ] | Ano [ pozn. 10 ] [ pozn. 12 ] | Ano [ pozn. 12 ] | Ne [ 11 ] [ pozn. 12 ] | Ano       | Ne               | LinkedIn, Foursquare, ASTRA, VZ        |
| Windows Live Messenger | Ano      | Ano                 | Ne              | částečně | Ne                  | Ne                  | Ne                         | Ne                            | Ne                            | Ne               | Ne                     | Ne        | Ne               | Ne                                     |
| Yahoo! Messenger       | částečně | Ano                 | Ne              | Ne       | Ne                  | Ano                 | Ne                         | Ne                            | Ne                            | Ne               | Ne                     | Ne        | Ne               | Ne                                     |
| Upptalk                | Ne       | Ne                  | Ne              | Ano      | Ne                  | Ne                  | Ne                         | Ne                            | Ne                            | Ne               | Ne                     | Ne        | Ne               | Ne                                     |
| Zephyr                 | Ne       | Ne                  | Ne              | Ne       | Ne                  | Ne                  | Ne                         | Ne                            | Ne                            | Ne               | Ne                     | Ne        | Ne               | Zephyr                                 |
|                        | WLM      | Y!M                 | AIM/ICQ         | XMPP     | IRC                 | IBM Lotus Sametime  | Novell GroupWise Messenger | Gadu-Gadu                     | QQ                            | Xfire            | Skype                  | MySpaceIM | SIP              | Others                                 |

1. ↑  Dříve MSN Messenger nebo .NET Messenger protokol
2. 1 2  Supports messaging to a phone number (text messaging service).
3. ↑  Běžně označovaný jako Jabber, používá Facebook, LiveJournal, Tweeter, Identi.ca, atd.
4. 1 2  Potřebuje spuštěný oficiální klient Skypeu.
5. 1 2  Pouze pomocí AIM účtu.
6. ↑  Bitlbee je přístupný pomocí IRC.
7. 1 2 3 4 5  Dostupný přes back-end Pidginu, podpora zavisí na jeho verzi
8. 1 2  Pouze pomocí ICQ účtu.
9. 1 2 3  Vlastnost není podporovaná klientem, ale může být použita skrze IBM Sametime Gateway.
10. 1 2 3 4 5  Dostupný pomocí plugin.
11. 1 2  Podporuje import kontaktů Facebook a umožňuje posílat a přijímat zprávy od uživatelů Facebook.
12. 1 2 3 4 5 6 7 8 9 10  Není podporován ve verzích pro Android (ověřeno dne 12. listopadu 2012 v nejnovější verzi 1.2.0.11)
13. ↑  Pouze pomocí Yahoo! Messenger účtu.

### Podpora XMPP
| Klient              | Transporty | Přenos souborů (XEP-0096) | Hromadný chat        | Link-local (XEP-0174) | Jingle         | Jingle               | Jingle               |
| Klient              | Transporty | Přenos souborů (XEP-0096) | Hromadný chat        | Link-local (XEP-0174) | Přenos souborů | Telefonní hovory     | Video hovory         |
| ------------------- | ---------- | ------------------------- | -------------------- | --------------------- | -------------- | -------------------- | -------------------- |
| Adium               | Ano        | Ano                       | Ano                  | Ano                   | Ne             | Ne                   | Ne                   |
| BitlBee             | Ano        | Ano                       | Ano                  | Ano                   | Ne             | Ne                   | Ne                   |
| Bombus              | Ne         | Ano                       | Ano                  | Ne                    | Ne             | Ne                   | Ne                   |
| climm               | Ne         | Ano                       | Ne                   | Ne                    | Ne             | Ne                   | Ne                   |
| Coccinella          | Ano        | Ano                       | Ano                  | Ne                    | Ne             | Ano                  | Ne                   |
| Telepathy-based     | Ne         | Ano                       | Ano                  | Ano                   | Ano            | Ano                  | Ano                  |
| Gajim               | Ano        | Ano                       | Ano                  | Ano                   | Ano            | Ano                  | Ano                  |
| Jitsi               | Ne         | Ano                       | Ano                  | Ano                   | Ano            | Ano                  | Ano                  |
| Kadu                | Ne         | Ano                       | Ne                   | Ne                    | Ne             | Ne                   | Ne                   |
| Kopete              | Ano        | Ano                       | Ano                  | Ano                   | Ne             | Ne                   | Ne                   |
| Messages            | Ne         | Ano                       | Lze se připojit      | Ano                   | Ano            | Ne                   | Ne                   |
| MCabber             | Ne         | Ne                        | Ano                  | Ne                    | Ano            | Ne                   | Ne                   |
| Nimbuzz             | Ano        | Ano                       | Ano                  | Ne                    | Ano            | Ano                  | Ano                  |
| Pidgin              | Ano        | Ano                       | Ano                  | Ano                   | Ne             | ano-ne Kromě Windows | ano-ne Kromě Windows |
| Psi                 | Ano        | Ano                       | Ano                  | Ano                   | Ano            | Ano                  | Ne                   |
| Spark (XMPP client) | —          | Ano                       | Ano                  | —                     | —              | Ano [ pozn. 6 ]      | Ano [ pozn. 6 ]      |
| Tkabber             | Ano        | Ano                       | Ano                  | Ne                    | Ne             | Ne                   | Ne                   |
| Trillian            | Ne         | Ano                       | ano-ne Pouze Windows | ano-ne Pouze Windows  | Ne             | Ne                   | Ne                   |

1. ↑  Transport support means the ability to set up transports. Once transport is set up, any client can use it to manage contacts and communicate with them.
2. 1 2  Rozdíl mezi přenosem souborů pomocí XEP-0096 (legacy) a XEP-0234 (Jingle) spočívá v tom že novější protokol funguje i za NAT (napříkla, z domácí nebo firemní sítě).
3. ↑  Oba, Empathy i KDE Telepathy jsou založeny na Telepathy framework takže sdílejí stejné vlastnosti co se týče podpory XMPP.
4. ↑  K Hromadnému chatu se lze připojit ale nelze jej založit.
5. 1 2  Nedostupné na Windows.
6. 1 2  Porporováno pomocí pluginů.
7. 1 2  Dostupné pouze na Windows.

## Vlastnosti
Informace o tom, jaké vlastnosti mají klienti.
| CKlient                | Počet obsažených vlastností | SDK                   | Přenos souborů | Proxy server              | Grafické smajlíky | Unicode (UTF-8) | Zabudované hry | Motivy vzhledu          | System pluginu | Doplňky třetích stran | Scripting      | Záznam zpráv | Hlasové zprávy            | Hlasové emaily | Podpora webové kamery        | Offline zprávy | Vzdálená podpora | Sdílená tabule | RTL |
| ---------------------- | --------------------------- | --------------------- | -------------- | ------------------------- | ----------------- | --------------- | -------------- | ----------------------- | -------------- | --------------------- | -------------- | ------------ | ------------------------- | -------------- | ---------------------------- | -------------- | ---------------- | -------------- | --- |
| Adium                  | 11                          | Cocoa                 | Ano            | —                         | Ano               | Ano             | Ne             | Ano                     | Ano            | Ano                   | Ano            | Ano          | Ne                        | Ano            | Ne                           | Ano            | —                | —              | —   |
| AIM                    | 11                          | W32/Cocoa             | Ano            | ano-ne                    | Ano               | Ano             | Ne             | ano-ne                  | ano-ne         | ano-ne                | Ne             | Ano          | ano-ne                    | Ne             | ano-ne                       | ano-ne         | Ne               | Ne             | Ne  |
| aMSN                   | 14                          | Tcl/Tk                | Ano            | http, socks5, msn gateway | Ano               | Ano             | částečně       | Ano                     | Ano            | Ano                   | Ano            | Ano          | Ano                       | Ne             | Ano                          | Ano            | Ne               | Ne             | Ne  |
| Ayttm                  | 9                           | GTK2                  | Ne             | http, socks4/5            | Ano               | Ano             | Ne             | Ne                      | Ano            | Ne                    | Ano            | Ano          | Ne                        | Ne             | částečně                     | částečně       | Ne               | Ne             | Ne  |
| BitlBee                | 3                           | —                     | Ano            | Ano                       | Ne                | Ano             | Ne             | —                       | Ano            | Ne                    | Ne             | —            | —                         | —              | Ne                           | Ano            | —                | —              | —   |
| Bombus                 | 10                          | Java ME               | Ano            | Ano                       | Ano               | Ano             | Ne             | Ano                     | Ano            | Ano                   | Ne             | Ano          | Ne                        | Ne             | Ne                           | Ano            | Ne               | Ne             | —   |
| Centericq              | 5                           | ncurses               | částečně       | —                         | Ne                | —               | Ne             | Ano                     | Ano            | —                     | Ano            | Ano          | Ne                        | Ne             | Ne                           | Ano            | —                | —              | —   |
| climm                  | 7                           | line based            | Ano            | —                         | —                 | Ano             | Ne             | Ano                     | Ne             | Ne                    | Ano            | Ano          | —                         | —              | —                            | Ano            | —                | Ne             | —   |
| Coccinella             | 11                          | Tcl/Tk                | Ano            | http, socks4/5            | Ano               | Ano             | Ano            | Ano                     | Ano            | —                     | Ne             | Ano          | Ano                       | Ne             | Ne                           | Ano            | Ne               | Ano            | —   |
| eBuddy                 | 6                           | Ne                    | částečně       | —                         | Ano               | Ano             | Ne             | Ne                      | Ne             | Ne                    | Ne             | Ano          | Ne                        | Ne             | Ano                          | Ano            | Ne               | Ne             | —   |
| Empathy                | 12                          | GTK3                  | Ano            | —                         | Ano               | Ano             | Ne             | Ano                     | —              | —                     | Ne             | Ano          | Ano                       | Ano            | Ano                          | Ano            | Ano              | Ano            | —   |
| Fire                   | 9                           | Cocoa                 | Ano            | —                         | Ano               | Ano             | Ne             | Ano                     | Ano            | Ano                   | Ano            | Ano          | —                         | —              | —                            | —              | —                | —              | —   |
| Gadu-Gadu              | 8                           | Qt                    | Ano            | —                         | Ano               | Ano             | Ne             | —                       | Ne             | Ano                   | Ne             | Ano          | Ano                       | —              | —                            | Ano            | Ne               | Ne             | —   |
| Gajim                  | 12                          | GTK2                  | Ano            | http                      | Ano               | Ano             | Ne             | Ano                     | Ano            | Ne                    | Ne             | Ano          | Ano                       | —              | Ano                          | Ano            | Ne               | Ne             | Ano |
| Google Talk            | 8                           | W32                   | Ano            | —                         | částečně          | Ano             | Ne             | Ano                     | Ne             | Ano                   | Ne             | Ano          | Ano                       | Ne             | Third-party plugin           | Ano            | Ano              | Ne             | Ano |
| IBM Lotus Sametime     | 15                          | Ano                   | Ano            | —                         | Ano               | Ano             | Ne             | Ano                     | Ano            | Ano                   | Ano            | Ano          | Ano                       | available      | Ano                          | Ano            | Ano              | Ano            | —   |
| ICQ                    | 12                          | W32                   | Ano            | —                         | Ano               | Ano             | Ano            | Ano                     | Ano            | Ano                   | Ano            | Ano          | Ano                       | Ne             | Ano                          | Ano            | Ne               | Ne             | Ano |
| IMVU                   | 6                           | —                     | Ne             | —                         | Ano               | Ano             | částečně       | Ano                     | Ne             | částečně              | Ne             | Ano          | Ne                        | —              | Ne                           | Ano            | —                | —              | —   |
| Jitsi                  | 12                          | Java                  | Ano            | Ano                       | Ano               | Ano             | Ne             | —                       | Ano            | —                     | —              | Ano          | Ano                       | Ano            | Ano                          | Ano            | Ano              | —              | —   |
| Kadu                   | 10                          | Qt                    | Ano            | Ano                       | Ano               | Ano             | Ne             | částečně                | Ano            | Ano                   | částečně       | Ano          | Ano                       | Ne             | Ne                           | Ano            | Ne               | Ne             | —   |
| Kopete                 | 13                          | Qt/KDE                | Ano            | Ne                        | Ano               | Ano             | Ne             | Ano                     | Ano            | Ano                   | Pomocí pluginu | Ano          | Ano                       | Ne             | Ano                          | Ano            | Ne               | Ne             | Ano |
| Messages               | 11                          | Cocoa                 | Ano            | —                         | Ano               | Ano             | Ne             | Ne                      | Ne             | Ano                   | Ano            | Ano          | Ano                       | —              | Ano                          | Ano            | Ano              | částečně       | —   |
| MCabber                | 4                           | Curses                | Ne             | —                         | Ne                | Ano             | Ne             | —                       | —              | Ne                    | —              | Ano          | Ne                        | Ne             | Ne                           | Ano            | Ne               | Ne             | —   |
| Miranda IM             | 12                          | W32                   | Ano            | , socks4/5, http(s)       | Ano               | Ano             | Ano            | Ano                     | Ano            | Ano                   | Ano            | Ano          | částečně                  | Ne             | částečně                     | Ano            | Ne               | Ano            | Ano |
| Palringo               | 3                           | —                     | Ne             | —                         | Ano               | —               | Ne             | Ano                     | Ne             | Ne                    | Ne             | Ne           | Ano                       | Ne             | částečně (Jan záznam snímku) | —              | Ne               | Ne             | —   |
| Paltalk                | 9                           | —                     | Ano            | —                         | Ano               | Ne              | Ano            | Ano                     | Ne             | Ne                    | Ne             | Ano          | Ano                       | —              | Ano                          | Ano            | —                | —              | —   |
| Pidgin                 | 7                           | GTK2                  | částečně       | , http, socks4/5          | Ano               | Ano             | Ne             | Ano                     | Ano            | Ano                   | Ano            | Ano          | částečně (XMPP na Linuxu) | Ne             | (XMPP na Linuxu)             | Ano            | Ne               | částečně       | Ano |
| Psi                    | 6                           | KDE/Qt                | Ano            | Ano                       | Ano               | Ano             | Ne             | částečně (Jen say ikon) | zatím ne       | Ne                    | Ne             | Ano          | částečně (Linux & Unix)   | Ne             | Ne                           | Ano            | Ne               | Ne             | Ano |
| QIP                    | 10                          | W32, VCL              | Ano            | , http(s), socks4/4A/5    | Ano               | Ano             | Ne             | Ano                     | Ano            | Ano                   | Ne             | Ano          | Ano                       | Ne             | Ne                           | Ano            | Ne               | Ne             | —   |
| QuteCom                | 6                           | Qt                    | Ano            | —                         | Ano               | Ano             | Ne             | Ano                     | Ne             | Ne                    | —              | —            | —                         | —              | Ano                          | —              | —                | —              | —   |
| Skype                  | 12                          | Qt/KDE, W32           | Ano            | Ano                       | Ano               | částečně        | Ano            | Ne                      | Ano            | Ano                   | Ne             | Ano          | Ano                       | Ano            | Ano                          | Ne             | Ano              | ano-ne         | Ano |
| Surespot               | ?                           | —                     | Ano            | —                         | Ano               | Ano             | Ne             | Ano                     | Ne             | Ne                    | Ano            | Ano          | Ano                       | Ne             | Ne                           | Ano            | —                | —              | —   |
| Tencent QQ             | 11                          | W32                   | Ano            | —                         | Ano               | Ano             | Ano            | Ano                     | Ne             | Ano                   | Ne             | Ano          | Ano                       | Ne             | Ano                          | Ano            | Ano              | Ano            | —   |
| Telegram               | 12                          | Ano                   | Ano            | Ano                       | Ano               | Ano             | Ne             | Ano                     | Ne             | Ne                    | Ne             | Ano          | Ano                       | Ano            | Ne                           | Ano            | Ne               | Ano            | Ano |
| Tkabber                | 13                          | Tcl/Tk                | Ano            | Ano                       | Ano               | Ano             | Ano            | Ano                     | Ano            | Ano                   | Ano            | Ano          | Ne                        | Ne             | Ne                           | Ano            | Ne               | Ano            | Ne  |
| Tox                    | 7                           | Qt, GTK, Ncurses, WPF | Ano            | Ano                       | Ne                | Ano             | Ne             | Ne                      | Ne             | Ne                    | Ne             | Ano          | Ano                       | Ne             | Ano                          | Ne             | Ne               | Ne             | Ano |
| Trillian               | 12                          | W32, Cocoa            | Ano            | Ano                       | Ano               | Ano             | Ano            | Ano                     | Ano            | Ano                   | —              | Ano          | Ano                       | —              | Ano                          | Ano            | —                | —              | Ano |
| Wickr                  | 7                           | Ne                    | Ano            | Ano                       | Ne                | Ano             | Ne             | Ne                      | Ne             | Ne                    | Ne             | Ne           | Ano                       | Ne             | Ano                          | Ano            | Ne               | Ne             | —   |
| Windows Live Messenger | 15                          | W32                   | Ano            | , http, socks4/5,         | Ano               | Ano             | Ano            | Ano                     | Ano            | Ano                   | Ano            | Ano          | Ano                       | Ano            | Ano                          | Ano            | Ano              | Ano            | Ano |
| Xfire                  | 6                           | W32                   | Ano            | —                         | Ne                | Ano             | Ne             | Ano                     | částečně       | Ano                   | Ne             | Ano          | Ano                       | Ne             | Ne                           | Ne             | Ne               | Ne             | —   |
| Yahoo! Messenger       | 11                          | W32, Cocoa, GTK       | Ano            | —                         | Ano               | Ano             | Ano            | Ano                     | Ano            | Ano                   | —              | Ano          | Ano                       | Ano            | Ano                          | Ano            | —                | částečně       | Ano |
| Yuilop                 | 7                           | —                     | Ano            | Ne                        | Ano               | —               | Ne             | Ne                      | Ne             | Ne                    | —              | Ano          | Ano                       | Ne             | Ne                           | Ano            | Ne               | částečně       | —   |
| Klient                 | Počet obsažených vlastností | SDK                   | Přenos souborů | Proxy server              | Grafické smajlíky | Unicode (UTF-8) | Zabudované hry | Motivy vzhledu          | System pluginu | Doplňky třetích stran | Scripting      | Záznam zpráv | Hlasové zprávy            | Hlasové emaily | Podpora webové kamery        | Offline zprávy | Vzdálená podpora | Sdílená tabule | RTL |

1. 1 2 3 4 5 6 7 8  Podporováno pouze na Windows
2. ↑  I když IMVU neumožňuje doplňky pro rozšíření klienta, může registrovaný uživatel vytvářet nový obsah pro použití uvnitř simulaci.[ujasnit]
3. 1 2 3 4  Podporováno pomocí pluginů

| Client                       | Mód psaní rukou | Dokovatelný | Více účtů | Kontrola pravopisu | Uživatelští smajlíci | Animace                       | OAuth                       |
| ---------------------------- | --------------- | ----------- | --------- | ------------------ | -------------------- | ----------------------------- | --------------------------- |
| Adium                        | , jen přijímání | Ano         | Ano       | Ano                | částečně             | částečně                      | —                           |
| AIM                          | Ne              | Ano         | Ne        | Ne                 | —                    | částečně                      | —                           |
| aMSN                         | Ano             | Ano         | Ano       | Ano                | Ano                  | Ano                           | —                           |
| Ayttm                        | Ne              | Ne          | Ano       | Ano                | Ano                  | Ne                            | —                           |
| BitlBee                      | Ne              | —           | Ano       | —                  | —                    | —                             | —                           |
| Centericq                    | —               | —           | —         | —                  | —                    | —                             | —                           |
| climm                        | —               | —           | Ano       | —                  | —                    | —                             | —                           |
| Coccinella                   | —               | Ano         | Ano       | Ano                | —                    | —                             | —                           |
| Empathy                      | Ne              | Ano         | Ano       | Ano                | Ano                  | Ano                           | Ano                         |
| Fire                         | —               | —           | —         | —                  | —                    | —                             | —                           |
| Gajim                        | —               | Ano         | Ano       | Ano                | Ano                  | Ano                           | —                           |
| Google Talk                  | ano-ne          | Ano         | ano-ne    | Ne                 | Ne                   | ano-ne                        | Ne                          |
| iChat                        | Ne              | —           | Ano       | Ano                | —                    | —                             | —                           |
| ICQ                          | Ne              | Ano         | Ne        | Ano                | Ne                   | , tZer                        | —                           |
| IMVU                         | —               | —           | —         | —                  | —                    | —                             | —                           |
| Jitsi                        | Ne              | Ne          | Ano       | Ano                | Ano                  | Ano                           | —                           |
| Kadu                         | Ne              | Ano         | Ano       | Ano                | částečně             | , smajlíci                    | Ne                          |
| Kopete                       | Ne              | Ano         | Ano       | Ano                | Ano                  | , smajlíci                    | Ne                          |
| Miranda IM                   | Ne              | Ano         | Ano       | Ano                | Ano                  | Ano                           | —                           |
| MySpaceIM                    | —               | —           | —         | —                  | —                    | —                             | —                           |
| naim                         | Ne              | —           | —         | —                  | —                    | —                             | —                           |
| Paltalk                      | —               | —           | —         | —                  | —                    | —                             | —                           |
| Pidgin                       | Ne              | Ano         | Ano       | Ano                | Ano                  | , smajlíci, uživatelské ikony | —                           |
| Psi                          | Ne              | —           | Ano       | Ano                | Ano                  | —                             | —                           |
| QIP                          | Ano             | Ano         | Ano       | Ano                | Ano                  | , samjlíci                    | —                           |
| QuteCom                      | —               | —           | Ano       | —                  | —                    | —                             | —                           |
| Skype                        | Ne              | Ne          | Ne        | Ne                 | —                    | , samjlíci                    | —                           |
| Tencent QQ                   | Ne              | Ano         | Ano       | Ne                 | Ano                  | Ano                           | —                           |
| Tkabber                      | Ne              | Ano         | Ano       | Ano                | Ano                  | , samjlíci                    | Ne                          |
| Trillian                     | Ano             | Ano         | Ano       | Ano                | Ne                   | , samjlíci                    | —                           |
| Windows Live Messenger       | Ano             | Ne          | Ano       | Ne                 | Ano                  | , samjlíci, winks             | —                           |
| Yahoo! Messenger             | —               | —           | —         | Ne                 | —                    | —                             | —                           |
| Telegram (standard messages) | —               | —           | —         | —                  | —                    | —                             | —                           |
| Telegram (secret chats)      | —               | —           | —         | —                  | —                    | —                             | —                           |
| Signal                       | —               | —           | —         | —                  | —                    | —                             | —                           |
| Snapchat                     | —               | —           | —         | —                  | —                    | —                             | —                           |
| Klient                       | Mód psaní rukou | Dokovatelný | Více účtů | Kontrola pravopisu | Uživatelští smajlíci | Animace                       | OAuth pro ověření uživatelů |

1. ↑  Spojení mezi klientem služby Google Talk a serverem Google Talk je šifrován, kromě případů, kdy je používán Gmail přes HTTP, federovaná síť, která nepodporuje šifrování, nebo při použití proxy jako IMLogic. - Google
2. 1 2  Nedostupné v samostatné verzi.

## Bezpečnost zpráv
Tabulka popisuje přehled těch instant messenger klientů, které odesílají šifrované zprávy.
| Klient                     | Stádium vývoje     | Open source klient            | Šifrování- na straně klienta  | Decentralizovaně | Ověření kontaktů          | Šifrovací klíč            | Šifrovací klíč            | Šifrovací klíč     | Šifrovací klíč            | Šifrovací klíč     | Šifrovací klíč     | Šifrovací klíč             | Šifrovací klíč             | Forward secrecy                                | Multiple encryption       | Šifrované hromadné chaty  | Šifrovaný přenos souborů                       | Nezávislost na IP nebo veřejném klíči | Proxy /Tor | TCP | UDP | SCTP | Asynchronní šifrování              | Šifrování uživatelských dat | Screenshot protection | Autodestruktivní zprávy   |
| Klient                     | Stádium vývoje     | Open source klient            | Šifrování- na straně klienta  | Decentralizovaně | Ověření kontaktů          | Symtrické                 | Asymetrické               | Asymetrické        | Asymetrické               | Asymetrické        | Asymetrické        | Asymetrická velikost klíče | Asymetrická velikost klíče | Forward secrecy                                | Multiple encryption       | Šifrované hromadné chaty  | Šifrovaný přenos souborů                       | Nezávislost na IP nebo veřejném klíči | Proxy /Tor | TCP | UDP | SCTP | Asynchronní šifrování              | Šifrování uživatelských dat | Screenshot protection | Autodestruktivní zprávy   |
| Klient                     | Stádium vývoje     | Open source klient            | Šifrování- na straně klienta  | Decentralizovaně | Ověření kontaktů          | Symtrické                 | RSA                       | DSA                | ECC                       | NTRU               | El Gamal           | Základní                   | Max.                       | Forward secrecy                                | Multiple encryption       | Šifrované hromadné chaty  | Šifrovaný přenos souborů                       | Nezávislost na IP nebo veřejném klíči | Proxy /Tor | TCP | UDP | SCTP | Asynchronní šifrování              | Šifrování uživatelských dat | Screenshot protection | Autodestruktivní zprávy   |
| -------------------------- | ------------------ | ----------------------------- | ----------------------------- | ---------------- | ------------------------- | ------------------------- | ------------------------- | ------------------ | ------------------------- | ------------------ | ------------------ | -------------------------- | -------------------------- | ---------------------------------------------- | ------------------------- | ------------------------- | ---------------------------------------------- | ------------------------------------- | ---------- | --- | --- | ---- | ---------------------------------- | --------------------------- | --------------------- | ------------------------- |
| Adium                      | Aktivní            | Ano [ pozn. 18 ]              | volitelně                     | volitelně        | volitelně                 | volitelně                 | —                         | —                  | —                         | —                  | —                  | —                          | —                          | volitelně                                      | —                         | —                         | volitelně                                      | —                                     | —          | —   | —   | Ne   | Ne                                 | Ne                          | Ne                    | Ne                        |
| BitlBee                    | Aktivní            | Ano [ pozn. 18 ]              | —                             | —                | —                         | volitelně                 | —                         | —                  | —                         | —                  | —                  | —                          | —                          | volitelně                                      | —                         | —                         | volitelně                                      | —                                     | —          | —   | —   | —    | —                                  | —                           | Ne                    | Ne                        |
| ChatSecure                 | Aktivní            | Ano                           | volitelně                     | volitelně        | volitelně                 | volitelně                 | —                         | —                  | —                         | —                  | —                  | —                          | —                          | volitelně                                      | volitelně                 | —                         | —                                              | —                                     | volitelně  | —   | —   | —    | Ne                                 | —                           | —                     | Ne                        |
| climm                      | —                  | —                             | —                             | —                | —                         | volitelně                 | —                         | —                  | —                         | —                  | —                  | —                          | —                          | volitelně                                      | —                         | —                         | volitelně                                      | —                                     | —          | —   | —   | —    | —                                  | —                           | —                     | —                         |
| Gajim                      | Aktivní            | Ano [ pozn. 18 ]              | —                             | —                | —                         | volitelně                 | —                         | —                  | —                         | —                  | —                  | —                          | —                          | volitelně                                      | —                         | —                         | volitelně                                      | —                                     | —          | —   | —   | —    | —                                  | —                           | —                     | —                         |
| iMessage                   | Aktivní            | Ne [ pozn. 24 ]               | Ano [ pozn. 21 ] [ pozn. 24 ] | Ne               | Ne [ pozn. 21 ]           | —                         | —                         | —                  | —                         | —                  | —                  | —                          | —                          | Ne [ pozn. 24 ]                                | —                         | —                         | —                                              | —                                     | Ne         | —   | —   | —    | Ano                                | —                           | Ne                    | Ne                        |
| Jitsi                      | Aktivní            | Ano                           | volitelně                     | volitelně        | volitelně                 | volitelně                 | —                         | —                  | —                         | —                  | —                  | —                          | —                          | volitelně                                      | —                         | —                         | volitelně                                      | —                                     | —          | —   | —   | —    | Ne                                 | —                           | Ne                    | Ne                        |
| Kik                        | Aktivní            | Ne [ pozn. 18 ]               | Ne                            | Ne               | Ne [ pozn. 21 ]           | —                         | —                         | —                  | —                         | —                  | —                  | —                          | —                          | Ne [ pozn. 21 ]                                | Ne                        | Ne                        | —                                              | —                                     | Ne         | Ano | —   | Ne   | —                                  | Ne                          | Ne                    | Ne                        |
| Kopete                     | Aktivní            | Ano [ pozn. 18 ]              | volitelně                     | volitelně        | volitelně                 | volitelně                 | —                         | —                  | —                         | —                  | —                  | —                          | —                          | volitelně                                      | —                         | Ne                        | volitelně                                      | —                                     | —          | —   | —   | —    | Ne                                 | Ne                          | —                     | —                         |
| MCabber                    | Aktivní            | Ano [ pozn. 18 ]              | —                             | —                | —                         | volitelně                 | —                         | —                  | —                         | —                  | —                  | —                          | —                          | volitelně                                      | —                         | —                         | volitelně                                      | —                                     | —          | —   | —   | —    | —                                  | —                           | —                     | —                         |
| Miranda IM                 | Aktivní            | Ano [ pozn. 18 ]              | —                             | —                | —                         | volitelně                 | —                         | —                  | —                         | —                  | —                  | —                          | —                          | volitelně                                      | —                         | —                         | volitelně                                      | —                                     | —          | —   | —   | —    | —                                  | —                           | —                     | —                         |
| Pidgin                     | Aktivní            | Ano [ pozn. 18 ]              | volitelně                     | volitelně        | volitelně                 | volitelně                 | volitelně                 | —                  | —                         | —                  | —                  | —                          | 4096                       | volitelně                                      | —                         | —                         | volitelně                                      | —                                     | —          | Ano | —   | —    | volitelně                          | —                           | —                     | —                         |
| Psi                        | —                  | Ano [ pozn. 18 ]              | —                             | —                | —                         | volitelně                 | —                         | —                  | —                         | —                  | —                  | —                          | —                          | volitelně                                      | —                         | —                         | volitelně                                      | —                                     | —          | —   | —   | —    | —                                  | —                           | —                     | —                         |
| RetroShare                 | Aktivní            | Ano [ pozn. 18 ]              | Ano                           | Ano              | Ano [ pozn. 21 ]          | Ano                       | Ano                       | —                  | —                         | Ne                 | Ne                 | 2048                       | 4096                       | Ano [ pozn. 21 ]                               | Ne                        | Ano                       | Ano                                            | Ne                                    | volitelně  | Ano | Ano | Ne   | Ano                                | Ano                         | —                     | —                         |
| Ricochet                   | Aktivní            | Ano                           | Ano                           | Ano              | —                         | —                         | —                         | —                  | —                         | —                  | —                  | —                          | —                          | —                                              | —                         | —                         | —                                              | —                                     | Ano        | —   | —   | —    | —                                  | —                           | Ne                    | Ne                        |
| Sicher                     | Aktivní            | Ne [ pozn. 18 ]               | Ano                           | Ne               | —                         | Ano                       | Ano                       | —                  | —                         | Ne                 | Ne                 | 2048                       | 2048                       | Ne                                             | Ne                        | Ano                       | Ano                                            | Ne                                    | Ne         | Ano | Ne  | Ne   | —                                  | —                           | —                     | —                         |
| Signal                     | Aktivní            | Ano [ pozn. 18 ] [ pozn. 26 ] | Ano [ pozn. 27 ]              | částečně         | Ano [ pozn. 21 ]          | Ano [ pozn. 27 ]          | Ano [ pozn. 27 ]          | Ne                 | Ano [ pozn. 27 ]          | Ne                 | Ne                 | 2048                       | 2048                       | Ano [ pozn. 27 ]                               | Ano [ pozn. 27 ]          | Ano [ pozn. 27 ]          | Ano [ pozn. 27 ]                               | Ano [ pozn. 27 ]                      | Ne         | Ano | Ne  | Ne   | Ano [ pozn. 29 ]                   | Ano [ pozn. 30 ]            | Ano                   | Ne                        |
| Snapchat                   | Aktivní            | Ne [ pozn. 21 ]               | Ne [ pozn. 21 ]               | Ne               | Ne [ pozn. 21 ]           | —                         | —                         | —                  | —                         | —                  | —                  | —                          | —                          | Ne [ pozn. 21 ]                                | Ne                        | Ne                        | Ne                                             | —                                     | Ne         | —   | —   | —    | —                                  | Ne                          | , varování            | Ano                       |
| Surespot                   | Aktivní            | Ano [ pozn. 18 ]              | Ano                           | Ne               | Ano [ pozn. 21 ]          | Ano                       | Ne                        | Ano [ pozn. 31 ]   | —                         | Ne                 | Ne                 | 1024                       | 2048                       | Ano                                            | Ne                        | Ne                        | Ne                                             | Ne                                    | —          | Ano | Ne  | Ne   | —                                  | —                           | —                     | —                         |
| Telegram (obyčejné zprávy) | Aktivní            | Ano [ pozn. 18 ]              | Ne                            | Ne               | Ne [ pozn. 21 ]           | —                         | —                         | —                  | —                         | —                  | —                  | —                          | —                          | Ne                                             | Ne                        | Ne                        | Ne                                             | —                                     | —          | —   | Ne  | Ne   | —                                  | volitelně                   | Ne                    | Ne                        |
| Telegram (soukromé zprávy) | Aktivní            | Ano [ pozn. 18 ]              | Ano                           | Ne               | Ano [ pozn. 21 ]          | Ano                       | Ano                       | —                  | Ne                        | Ne                 | Ne                 | 1024                       | 2048                       | částečně                                       | Ne                        | Ne                        | Ne                                             | Ne                                    | —          | Ano | Ne  | Ne   | Ne                                 | volitelně                   | , varování            | Ano                       |
| TextSecure                 | ukončeno           | Ano [ pozn. 18 ] [ pozn. 26 ] | Ano [ pozn. 27 ]              | částečně         | Ano [ pozn. 21 ]          | Ano [ pozn. 27 ]          | Ano [ pozn. 27 ]          | Ne                 | Ano [ pozn. 27 ]          | Ne                 | Ne                 | 2048                       | 2048                       | Ano [ pozn. 27 ]                               | Ano [ pozn. 27 ]          | Ano [ pozn. 27 ]          | Ano [ pozn. 27 ]                               | Ano [ pozn. 27 ]                      | Ne         | Ano | Ne  | Ne   | Ano [ pozn. 29 ]                   | Ano                         | Ano                   | Ne                        |
| Threema                    | Aktivní            | Ne [ pozn. 21 ]               | Ano [ pozn. 21 ]              | Ne               | Ano [ pozn. 21 ]          | —                         | —                         | —                  | —                         | —                  | —                  | —                          | —                          | Ano [ pozn. 21 ]                               | —                         | Ano                       | Ano                                            | —                                     | —          | —   | —   | —    | Ano                                | Ano                         | —                     | —                         |
| Tkabber                    | Aktivní            | Ano [ pozn. 18 ]              | —                             | —                | —                         | volitelně                 | —                         | —                  | —                         | —                  | —                  | —                          | —                          | volitelně                                      | —                         | —                         | volitelně                                      | —                                     | —          | —   | —   | —    | —                                  | —                           | —                     | —                         |
| Tox                        | Aktivní            | Ano [ pozn. 18 ]              | Ano                           | Ano              | Ne                        | Ano                       | Ano                       | —                  | —                         | Ne                 | Ne                 | —                          | —                          | Ano                                            | Ano                       | Ano                       | Ano                                            | Ano                                   | Ano        | Ano | Ano | Ne   | Ne                                 | Ne                          | Ne                    | Ne                        |
| Trillian Ne OpenPGP.       | Aktivní            | Ne [ pozn. 18 ]               | —                             | —                | —                         | volitelně                 | —                         | —                  | —                         | —                  | —                  | —                          | —                          | ano-ne, volitelně, jen na Windows, bez podpory | —                         | —                         | ano-ne, volitelně, jen na Windows, bez podpory | —                                     | —          | —   | —   | —    | —                                  | —                           | —                     | —                         |
| WASTE                      | Ukončen            | Ano [ pozn. 18 ]              | Ano                           | Ano              | —                         | Ne                        | Ano                       | —                  | —                         | Ne                 | Ne                 | 1024                       | 1024                       | Ne                                             | Ne                        | Ne                        | Ano                                            | Ne                                    | Ne         | Ano | Ne  | Ne   | —                                  | —                           | —                     | —                         |
| WhatsApp                   | Aktivní            | Ne                            | částečně, probíhají práce     | Ne               | částečně, probíhají práce | částečně, probíhají práce | částečně, probíhají práce | —                  | částečně, probíhají práce | —                  | —                  | —                          | —                          | částečně, probíhají práce                      | částečně, probíhají práce | částečně, probíhají práce | částečně, probíhají práce                      | částečně, probíhají práce             | Ne         | —   | —   | —    | částečně, probíhají práce          | Ne                          | Ne                    | Ne                        |
| Wickr                      | Aktivní            | Ne                            | Ano [ pozn. 21 ]              | Ne               | Ano [ pozn. 21 ]          | [zdroj?]                  | [zdroj?]                  | [zdroj?]           | [zdroj?]                  | —                  | —                  | —                          | —                          | Ano [ pozn. 21 ]                               | [zdroj?]                  | [zdroj?]                  | [zdroj?]                                       | [zdroj?]                              | —          | Ano | —   | —    | Ano                                | Ano                         | —                     | Ano                       |
| Klient                     | Development status | Open source klient            | Šifrování na straně klienta   | Decentralizované | Ověření kontaktů          | Encryption ciphers        | Encryption ciphers        | Encryption ciphers | Encryption ciphers        | Encryption ciphers | Encryption ciphers | Encryption ciphers         | Encryption ciphers         | Forward secrecy                                | Multiple encryption       | Encrypted groupchat       | Encrypted file transfer                        | Public key and IP unrelated           | Proxy /Tor | TCP | UDP | SCTP | Asynchronous encryp. communication | Encrypted client data       | Screenshot protection | Self-destructing messages |
| Klient                     | Development status | Open source klient            | Šifrování na straně klienta   | Decentralizované | Ověření kontaktů          | Symmetric                 | Asymmetric                | Asymmetric         | Asymmetric                | Asymmetric         | Asymmetric         | Asym. key size             | Asym. key size             | Forward secrecy                                | Multiple encryption       | Encrypted groupchat       | Encrypted file transfer                        | Public key and IP unrelated           | Proxy /Tor | TCP | UDP | SCTP | Asynchronous encryp. communication | Encrypted client data       | Screenshot protection | Self-destructing messages |
| Klient                     | Development status | Open source klient            | Šifrování na straně klienta   | Decentralizované | Ověření kontaktů          | Symmetric                 | RSA                       | DSA                | ECC                       | NTRU               | El Gamal           | Default                    | Max.                       | Forward secrecy                                | Multiple encryption       | Encrypted groupchat       | Encrypted file transfer                        | Public key and IP unrelated           | Proxy /Tor | TCP | UDP | SCTP | Asynchronous encryp. communication | Encrypted client data       | Screenshot protection | Self-destructing messages |

| Klient             | Šifrování                                  | OTR |
| ------------------ | ------------------------------------------ | --- |
| AIM                | Ano [ pozn. 37 ] [ pozn. 34 ] [ pozn. 21 ] | —   |
| aMSN               | Ano [ pozn. 34 ] [ pozn. 23 ]              | —   |
| Bombus             | Ne OpenPGP.                                | Ne  |
| Coccinella         | Ne OpenPGP.                                | Ne  |
| Centericq          | Ano [ pozn. 22 ]                           | —   |
| eBuddy             | Ano [ pozn. 34 ]                           | —   |
| Fire               | Ano [ pozn. 38 ]                           | —   |
| Gadu-Gadu          | Ano [ pozn. 34 ]                           | —   |
| IBM Lotus Sametime | Ano [ pozn. 34 ]                           | —   |
| IMVU               | —                                          | —   |
| Kadu               | Ne OpenPGP.                                | Ano |
| Messages           | částečně Ne OpenPGP.                       | Ne  |
| Paltalk            | Ano [ pozn. 34 ]                           | —   |
| QIP                | Ano [ pozn. 34 ]                           | —   |
| QuteCom            | Ano [ pozn. 34 ]                           | —   |
| Skype              | —                                          | —   |
| Telepathy-based    | ano-ne Ne OpenPGP.                         | —   |
| Yahoo! Messenger   | Ano [ pozn. 34 ] [ pozn. 21 ]              | —   |
| Yuilop             | Ano [ pozn. 34 ]                           | —   |

### Klienti bez šifrování
| Klienty                | Šifrování       |
| ---------------------- | --------------- |
| Empathy                | Ne              |
| Google Talk            | Ne              |
| ICQ                    | Ne              |
| Mxit                   | Ne [ pozn. 21 ] |
| Nimbuzz                | Ne [ 23 ]       |
| Palringo               | Ne              |
| Tencent QQ             | Ne [ pozn. 21 ] |
| Windows Live Messenger | Ne              |
| Xfire                  | Ne              |